# 三年坡
三年坡是一個在朝鮮半島流傳的民間故事，講述一個名為“三年坡”的地方，雖然風光如畫，但在那裡摔倒的人都只能活三年的童話故事。故事的結局，是一位小朋友活用了這個傳說，使他那曾在當地摔倒的爺爺重拾生存鬥志的故事。由於故事的良好意識，在東亞有某些地區把故事改编成為語文教材。

## 現實生活的三年坡
現實生活中，在朝鮮半島及日本都有多處名為“三年坡”的地方。日本推理作家早瀨亂曾以相關題材寫作推理小說《三年坂火之夢》，並以該作獲得2006年的江戶川亂步獎。

## 故事大綱
故事講述有一個名為“三年坡”的地方，是一個風光如畫的好地方，遊人都被當地的景色吸引。可是，這個地方亦有一個可怕的傳說，就是千萬不要在那裡摔倒，否則就只能有三年的活命時間。
有一天，一個老伯伯到訪當地，但他不小心在當地摔倒。他回家後很擔心，還因此而病倒，看過很多醫生都醫不好。後來他的孫兒想到一個妙法，他跟爺爺說，若在當地摔了一跤就只有三年命的話，那么就多摔几跤好啦（因為孫兒認為：在三年坡摔了第一跤之後，在三年坡再摔一跤就可以把壽命延長三年，因此在三年坡多摔幾跤，壽命就可以逐次延長）。